# Análisis técnico
El análisis técnico, dentro del análisis bursátil, es el estudio de la acción del mercado, principalmente a través del uso de gráficas, con el propósito de anticipar, con mayor probabilidad cambios en la estructura del mercado.

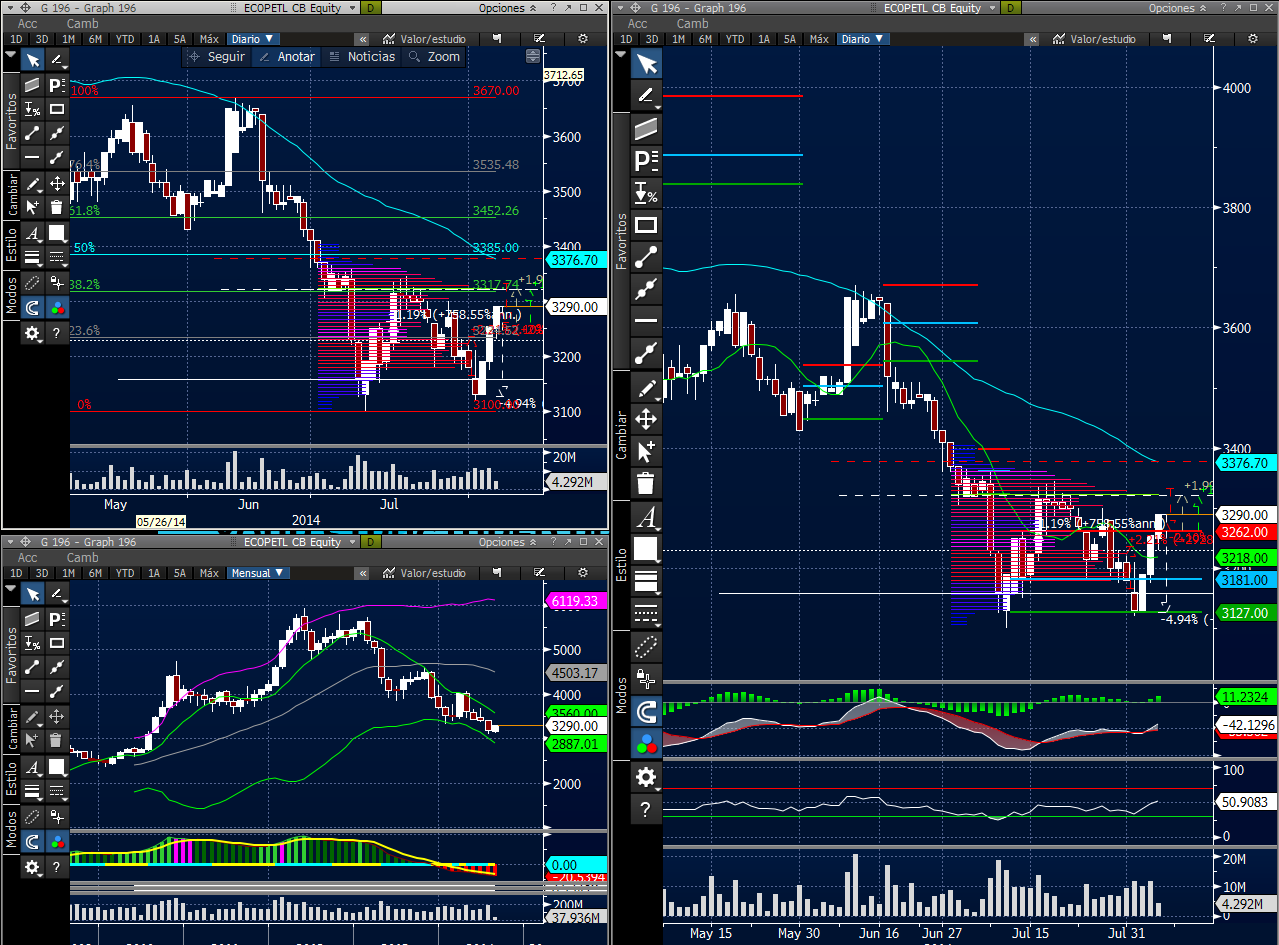
Tecnicoecopetrol

El término “acción del mercado” incluye las tres principales fuentes de información disponibles para el analista técnico. Estas son:
- Precio o cotización: La variable más importante de la acción del mercado. Normalmente se representa a través de una gráfica de barras, en la parte superior de la gráfica.
- Volumen bursátil: La cantidad de unidades o contratos operados durante un cierto período. Se representa como una barra vertical bajo la gráfica de cotizaciones.
- Interés abierto: Utilizado principalmente en futuros y opciones, representa el número de contratos que permanecen abiertos al cierre del periodo. Se representa como una línea continua por debajo de la acción del precio, pero por encima del volumen.

El análisis técnico tuvo sus orígenes en EE. UU. a finales del siglo XIX con Charles Henry Dow creando la Teoría de Dow, adquirió un gran impulso con Ralph Nelson Elliott dentro de los mercados accionarios con su Teoría de las Ondas de Elliott, y posteriormente se extendió al mercado de futuros. Sin embargo, sus principios y herramientas son aplicables al estudio de las gráficas de cualquier instrumento financiero.
El análisis técnico puede subdividirse en dos categorías:
- Análisis gráfico o análisis chartista: analiza exclusivamente la información revelada en los gráficos a partir de figuras geométricas principalmente, sin la utilización de herramientas adicionales.
- Análisis técnico en sentido estricto: emplea indicadores calculados en función de las diferentes variables características del comportamiento de los valores analizados.

## Principios
El análisis técnico se basa en tres premisas básicas, que se deben entender y aceptar, o cuando menos conceder, para que este enfoque tenga sentido. Estas premisas son:
- El precio lo descuenta todo.
- Los precios se mueven en tendencias.
- La historia se repite.

### El precio lo descuenta todo.
Este principio puede ser considerado la piedra angular del análisis técnico. Supone que todos los elementos que afectan al mercado, ya sean políticos, económicos, sociales, psicológicos, especulativos o de cualquier otra índole (lo que llamaríamos análisis fundamentalista), están de hecho reflejados en la acción de precio. Por lo tanto, al analizar el precio de la acción en un mercado específico, se están analizando indirectamente todos los factores relacionados con ese mercado. 
Aunque de inicio podría parecer una aseveración pretenciosa, lo único que se argumenta realmente es que el precio refleja cambios en el balance entre oferta y demanda. Es conocido que cuando la demanda supera a la oferta, el precio sube, mientras que cuando la oferta supera a la demanda el precio baja. El analista técnico utiliza este conocimiento y lo invierte, llegando a la conclusión de que si el precio aumenta, es porque la demanda supera a la oferta, mientras que si el precio cae, es porque la oferta supera a la demanda. 
Es claro que las gráficas no se mueven por ellas mismas. Son los factores fundamentales los que causan que el precio suba o baje, a través de los cambios en el balance de oferta y demanda. Al analista técnico no le interesa conocer o analizar los factores fundamentales que causan los cambios, sino que se limita a analizar las consecuencias de los cambios, que son, finalmente, los precios. Por esto se dice que el análisis fundamental es un análisis de causas, mientras que el análisis técnico es un análisis de consecuencias.

### El precio se mueve en tendencias.
El concepto de tendencia es absolutamente esencial para el enfoque técnico. El objetivo principal del análisis técnico es identificar una tendencia en su etapa temprana, para establecer operaciones en la dirección de esa tendencia. Hay un corolario a este principio, que dice que The trend is your friend o la tendencia es tu amiga.

## Análisis técnico frente a análisis fundamental
El primer principio de análisis técnico dice que cualquier evento que pueda afectar la acción del mercado, está descontado en el precio de manera ponderada. Por lo tanto, sostiene que no es necesario conocer los fundamentales o noticias que causan la acción del precio, sino que es suficiente analizar las gráficas. De hecho, los analistas técnicos puristas insisten en aislarse de la información fundamental, argumentando que debido a que es humanamente imposible enterarse de todas las noticias, y darles la importancia adecuada, el conocimiento parcial de las mismas puede sesgar su juicio y llevarlos a tomar decisiones equivocadas.
Mientras que el análisis técnico se concentra en el estudio de la acción del mercado, el análisis fundamental se enfoca en las fuerzas económicas de oferta y demanda que llevan al precio a subir, bajar o permanecer sin cambios. 
Ambos enfoques pretenden resolver el mismo problema: predecir la dirección que el precio podría tener en el futuro. Simplemente, tienen un enfoque diferente. Mientras que los fundamentalistas estudian las causas del movimiento, los analistas técnicos estudian sus consecuencias. 
La mayoría de los operadores de mercados se clasifican como fundamentales o técnicos, aunque en la realidad tienden a coincidir en un gran terreno común. La mayoría de los fundamentalistas tienen cuando menos conocimientos funcionales del análisis gráfico, mientras que los analistas técnicos se mantienen al tanto de los fundamentales. El problema es que las gráficas y los fundamentales frecuentemente parecen contraponerse. Algunas veces, al principio de cambios importantes en las tendencias, los fundamentales no parecen poder explicar lo que el mercado está haciendo. En estos momentos es cuando ambos enfoques se distancian y contradicen más. Conforme el movimiento en el precio se desarrolla, el enfoque técnico y el fundamental tienden a converger nuevamente.
Una posible explicación es que la acción del mercado tiende a llevar la delantera a los fundamentales conocidos. Mientras que los fundamentales que ya se han dado a conocer han sido descontados en el precio, el mercado empieza a descontar aquellos fundamentales que no son de dominio público todavía. Frecuentemente los grandes cambios de tendencia comienzan con muy pocas noticias que los apoyen. Para el momento en que los fundamentales confirman el cambio de tendencia, el movimiento ya ha avanzado considerablemente. 
El analista técnico se considera en ventaja respecto del analista fundamental, ya que de acuerdo con los principios de análisis técnico, al estudiar la acción del precio indirectamente se están estudiando los fundamentales. Lo opuesto no es cierto, pues estudiar los fundamentales no necesariamente permite analizar la acción del precio. Sostiene que mientras que es posible operar basado solamente en análisis técnico, es imposible operar basado solamente en cuestiones fundamentales, sin recurrir en algún momento al uso de gráficas.

## Rango de aplicación
Una de las grandes fortalezas del análisis técnico radica en el hecho de que se puede adaptar a cualquier instrumento financiero y dimensión de tiempo. No hay ningún área dentro de los mercados financieros en los que los principios de análisis técnico no sean aplicables. El analista técnico puede seguir simultáneamente tantos mercados como desee, aplicando los mismos principios con adaptaciones menores de acuerdo al comportamiento de cada uno. Igualmente, la teoría se aplica prácticamente de la misma manera para cualquier gráfica, desde las de muy largo plazo, como son las mensuales o semestrales, hasta las gráficas intradía, como son las de horas y de minutos.

## Teoría de Dow
El origen del análisis técnico tiene su fundamento en las teorías expuestas por Charles H. Dow a finales del siglo XIX. Se trata de uno de los creadores del índice Dow Jones Industrial Average. Se basa en una serie de premisas básicas sobre el funcionamiento de los mercados, empleando para ello los niveles de cierre de las gráficas diarias. Los trabajos de Dow se centraban en describir el comportamiento del mercado, sin adoptar a priori una decisión de aprovechar la evolución futura de los valores. Nunca intentó anticipar las tendencias, sino que buscó reconocer la aparición de mercados alcistas o bajistas.
Las seis premisas básicas de la Teoría Dow son:
1. Los índices lo descuentan todo, teniendo en cuenta toda la información sobre los hechos que pueden afectar a los mercados.
2. Los mercados siguen tres tipos de tendencias o movimientos:Una tendencia ascendente (descendente) sigue un patrón de picos y valles cada vez más altos (bajos). Véase Tendencia.
  1. Tendencias primarias o de largo plazo (seis meses a un año, o más): la marea.
  2. Tendencias secundarias o de mediano plazo (tres semanas a tres meses): las olas.
  3. Tendencias terciarias, menores o de corto plazo (menos de 3 semanas): las ondas.
3. Las tendencias primarias siguen tres fases en su evolución:
  1. Fase de acumulación o de compra institucional.
  2. Fase fundamental o compra por parte del público en general.
  3. Fase de distribución, especulativa o de venta institucional.
4. Los diferentes índices bursátiles deben confirmar las tendencias alcistas o bajistas: varios índices deben confirmar las tendencias (financiero, industrial, etc.)
5. El volumen confirma la tendencia: el volumen de operación debe subir conforme el precio se mueve en la dirección de la tendencia y bajar cuando el precio va en contra de esta.
6. Una tendencia se mantiene vigente hasta el momento en que muestre señales claras de cambio de dirección.

## Herramientas de análisis gráfico
El análisis gráfico contempla todos aquellos estudios o herramientas que se aplican directamente a la gráfica del precio, sin necesidad de utilizar análisis cuantitativo. Las principales herramientas del análisis gráfico son las siguientes:

### Tendencias
Una tendencia es la dirección general de los picos y valles que la acción del precio refleja en la gráfica. Se clasifican en tres categorías:
- Tendencias alcistas
- Tendencias bajistas
- Tendencias laterales

Algunas tendencias permiten el uso de herramientas adicionales, como son:
- Líneas de tendencia al alza o a la baja
- Canales: Pueden ser clasificados como alcistas o bajistas.

### Formaciones, figuras o patrones técnicos
Las formaciones, figuras o patrones técnicos son dibujos que aparecen en las gráficas de cotizaciones, que pueden ser clasificados en diferentes categorías y que tienen un valor de predicción. En el estudio de tendencias, se establece que hay tres tipos: tendencias alcistas, tendencias bajistas y tendencias laterales. Es justamente durante los periodos de tendencia lateral que aparecen la mayoría de los patrones.
Contrario a la percepción generalizada, la mayoría de los cambios de tendencia en el precio se dan de una forma gradual, a través de un periodo de transición. Estos periodos de transición se identifican frecuentemente como tendencias laterales. Sin embargo, estos periodos de transición pueden no ser señal de un cambio de tendencia, sino de una mera consolidación en el precio antes de seguir con la dirección previamente observada. 
Hay dos tipos de formaciones: las formaciones de cambio de tendencia y las formaciones de continuación. Las formaciones de cambio de tendencia, como su nombre lo indica, son aquellas que indican que un cambio de dirección en la tendencia del precio está sucediendo. Las formaciones de continuación, por el contrario, sugieren que el mercado está tomando un respiro antes de continuar por el mismo camino. Evidentemente, es indispensable que el analista técnico pueda diferenciar unas de otras tan pronto como sea posible durante su etapa de formación.
El estudio de cada una de los patrones debe incluir: 
- Descripción del patrón: cómo se forma en la gráfica
- Factores críticos para su identificación: qué elementos debe incluir como mínimo para poder ser clasificado como tal.
- Confirmación: Normalmente, el rompimiento de un nivel de soporte o resistencia crítico confirma el patrón.
- Validación a través del volumen: en momentos de duda, el comportamiento del volumen debe confirmar el patrón.
- Precio objetivo medido: Representa la magnitud mínima esperada del movimiento posterior al rompimiento del patrón; ayuda al analista técnico a determinar la relación riesgo-rendimiento de la posible operación.

### Retrocesos
Los retrocesos son movimientos del precio en contra de la tendencia principal del precio. Se espera que la cotización retroceda una porción considerable del movimiento original, y encuentre soporte o resistencia en ciertos niveles previsibles antes de continuar su movimiento en la dirección anterior.

## Herramientas de análisis técnico
Además del análisis gráfico o chartista, la otra gran rama del análisis técnico es el análisis cuantitativo, el cual se basa en estudiar una serie numérica de datos mediante indicadores matemáticos y estadísticos, esto es, consiste en aplicar fórmulas a los precios y a los volúmenes de los valores con la finalidad de facilitar la toma de decisiones de inversión y de conocer los precios en situaciones determinadas. La ventaja de este análisis es la eliminación de la subjetividad del análisis gráfico o chartista anterior.
Los principales estudios técnicos pueden ser divididos en dos categorías:

### Medias móviles
Las medias móviles son los indicadores técnicos más versátiles y difundidos. Debido a la forma en que están construidas, y el hecho de que pueden ser fácilmente cuantificables, constituyen la base para la mayoría de los sistemas seguidores de tendencias hoy en día. Los principales indicadores incluidos en esta categoría son:
- Medias móviles simples
- Medias móviles ponderadas
- Bandas de Bollinger Bollinger bands

Las medias móviles se grafican comúnmente como líneas continuas sobre la gráfica de cotizaciones o precios, y se utilizan frecuentemente en una combinación de dos o más, con diferentes períodos. Por ser seguidores de tendencias, resultan más útiles cuando existe una dirección clara en el mercado, es decir cuando hay una tendencia alcista o bajista. En momentos de tendencia lateral, es preferible obtener señales de los osciladores.

### Osciladores
Los osciladores son modelos matemáticos aplicados al precio, basados en alguna observación específica sobre el comportamiento del mercado. Normalmente se grafican por debajo de la gráfica de cotizaciones, ya sea como líneas o histogramas, y miden la fortaleza de las tendencias o movimientos en el precio. Cuando se detecta debilidad en la tendencia, se sospecha que podría estar cerca de revertirse. 
Debido a que son calculados casi exclusivamente por las computadoras y los sistemas de información en tiempo real, algunos osciladores carecen de nombre común en español. Aunque hay una infinidad de osciladores, los principales son:
- Momentum (Momentum)
- Estocástico (Oscilador estocástico)
- RSI (Índice de fuerza relativa)
- MACD (Moving Average Convergence/Divergence - Convergencia/Divergencia del Promedio Móvil)
- Medias móviles

Los osciladores son extremadamente útiles en momentos del mercado en donde se aprecia una tendencia lateral, cuando las medias móviles u otros estudios seguidores de tendencias no aportan señales claras. En estas condiciones, los osciladores dan al analista técnico señales que les permiten beneficiarse de periodos sin una tendencia definida. En momentos en donde las cotizaciones siguen una tendencia alcista o bajista definida, los osciladores aportan información clave conforme el precio se acerca a zonas extremas, conocidas como sobrecompra o sobreventa. Los osciladores también advierten sobre la debilidad de una tendencia cuando muestran divergencias, ya sea respecto de la gráfica de las cotizaciones o de otros osciladores.

### Otras herramientas técnicas
Debido al uso de las computadoras, constantemente se generan nuevos indicadores técnicos. Algunos de las herramientas clásicas comúnmente usadas son:
- Estudios Parabólicos Parabolic SAR
- Gráficos de velas japonesas Candlestick Chart

## Predictibilidad del análisis técnico
La mayoría de los estudios académicos y de investigación estadística concluyen que el análisis técnico tiene un poder de predicción limitado. Los filtros comúnmente usados por los chartistas han sido testeados, y cuando se consideran los costes de negociación, no son superiores a la estrategia de comprar y mantener una determinada acción durante largo plazo. 
Los economistas Arnold Moore y Eugene Fama, lograron determinar que solo alrededor de un 3% de la variación diaria puede ser explicada a partir de los precios pasados de la acción. Es por eso que la información contenida en el histórico del precio pasado de un determinado título es insuficiente para predecir el precio futuro.
Burton G. Malkiel, inspirador de la teoría del paseo aleatorio, es otro especialista que examinó el éxito predictivo del Análisis técnico:

La comunidad académica pronunció su veredicto. El análisis fundamental no es mejor que el análisis técnico a la hora de ofrecer a los inversores la oportunidad de obtener beneficios por encima de la media
Un paseo aleatorio por Wall Street, p. 173

Otros estudios sugieren, sin embargo, que pueden producirse retornos por encima del promedio. Por ejemplo, formas medibles de análisis técnico, cómo la predicción no lineal usando redes neuronales artificiales, han demostrado producir resultados de predicción estadísticamente significativos. Un artículo científico de la Reserva Federal de Estados Unidos sobre el tema de niveles de soporte y resistencia en los tipos de cambio de corto plazo “ofrece fuerte evidencia de que los niveles ayudan a predecir interrupciones intradía de las tendencias,” aunque se encontró que el “poder de predicción” de dichos niveles “variaba de acuerdo con los tipos de cambio y las compañías examinadas”.
Cheol-Ho Park y Scott H. Irwin revisaron 95 estudios modernos sobre la rentabilidad del análisis técnico, reportando que 56 de ellos tuvieron resultados positivos, 20 resultados negativos, y 19 indicaron resultados mixtos:

A pesar de la evidencia positiva... la mayoría de los estudios empíricos están sujetos a varios problemas en sus procedimientos de prueba, como selección a posteriori de reglas de operación o tecnologías de búsqueda, y dificultades para estimar los costos de riesgos y operación. Investigación posterior debe resolver estas deficiencias en las pruebas para proveer evidencia concluyente sobre la rentabilidad de las estrategias técnicas de operación”.

Existen varias hipótesis que si explicarían las dificultades del análisis técnico y otro tipo de análisis bursátiles para predecir las cotizaciones futuras:
- Una de ellas tiene que ver con la hipótesis del mercado eficiente, según la cual toda la información públicamente disponible rápidamente influye en la cotización de un determinado título. Esto haría que fuera imposible "vencer al mercado" a partir de considerar subvaloraciones o sobrevaloraciones pasadas.
- Otro tipo de evidencia fue encontrado por Gilovich y Belsky, quienes señalan que los mercados tienen periodos de paseo aleatorio, en que básicamente no pasa nada determinante, interrumpidos por euforias y pánicos abruptos. Estos autores consideraron cotizaciones desde 1963 a 1993, lo que incluía 7802 días de negocio en los que la rentabilidad anual media fue algo inferior al 12%. Si se descontaban los 40 mejores días entonces la rentabilidad anual media solo era ligeramente superior al 7%. Esto significa que el 0,5% de las sesiones son responsables de casi el 5% de la rentabilidad siendo el 99,5% restante responsable de solo el 7%. Dado el carácter extremadamente abrupto de las euforias y los pánicos estos autores sugieren que difícilmente las técnicas de pronóstico actuales puedan ser demasiado útiles.[12][13]